# Esperce
Esperce é uma comuna francesa na região administrativa de Occitânia, no departamento de Alta Garona. Estende-se por uma área de 16,42 km². Em 2010 a comuna tinha 268 habitantes (densidade: 16,3 hab./km²).